# Bief de Fay-aux-Loges
Le  bief de Fay-aux-Loges  est une section du canal d'Orléans, faisant partie du versant Loire du canal. D’une longueur de 1 750 m, il est presque entièrement situé sur la commune de Chécy, l’extrémité aval empiétant sur la commune de Combleux, l’écluse de Fay-aux-Loges étant quant à elle située sur la commune de Mardié.
Il est bordé en amont par l’écluse de Jonchère en amont et en aval par l’écluse de Nestin  (ou  écluse de Fay) .

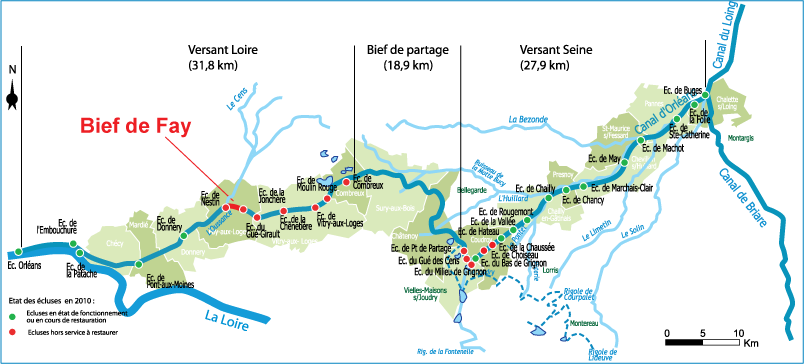
Situation du bief de Fay-aux-Loges sur le canal d’Orléans.

## Historique
Après le creusement par Robert Mahieu d’un premier tronçon entre Vieilles-Maisons-sur-Joudry et Buges entre 1676 et 1678 et son ouverture au transport du bois et du charbon, la construction du canal jusqu’à la Loire est entreprise de 1681 à 1687 et est inaugurée en 1692. La construction du bief de Fay-aux-Loges et de l’écluse de Fay-aux-Loges est réalisée dans cette deuxième phase. D'après Lalande, cité par Vinçonneau, les écluses avaient, à l'origine, 15  à   16 toises de long (environ 29 m) et 13 pieds de large (environ 4,2 m). Ces dimensions étaient différentes de celles retenues pour le canal de Briare, qui mesuraient environ 27,30 m de longueur et 4,87 m de largeur, en fonction sans doute du gabarit des embarcations (38) en provenance de la haute Loire.
Le port de Fay-aux-Loges permit d’abord le transport des produits de la verrerie qui fonctionna de 1710 à 1740 ainsi que celui des matériaux de base et du combustible. On y embarqua ensuite de la pierre, du calcaire de Beauce, de la chaux de ses fours, du sable, du bois et finalement du vin de la région.
De 1692 à 1793 le canal est en plein essor. De 1 500 à 2 000 bateaux remontent par an la Loire depuis Nantes pour gagner Paris. En 1793 le canal devient bien national. De 1807 à 1860, le canal est géré par une société privée, la Compagnie des canaux d’Orléans et du Loing, puis en 1863 sa gestion est confiée aux Ponts et Chaussées pour 91 ans
De 1908 à 1921, alors que le trafic de marchandises par voie fluviale est en pleine régression, des travaux prolongation du canal entre Combleux et Orléans sont entrepris. Avec l’extinction complète du trafic, le canal est déclassé en 1954 des voies navigables et entre dans le domaine privé de l’État.
.
En 1978 est créé le Syndicat Mixte de Gestion du Canal d'Orléans, qui a pour objet la gestion, la promotion et l’animation de l’ensemble du domaine du canal. En 1984, le département du Loiret prend la gestion du domaine pour 50 ans, laissant au Syndicat la gestion courante du domaine, qui reste toujours propriété de l’État.

## Bief de Fay-aux-Loges

### Descriptif
Le bief de Fay-aux-Loges s’étend sur une longueur de 1 750 m entre l’écluse de Jonchère en amont et l’écluse de Nestin (ou écluse de Fay) en aval. Il est entièrement situé sur la commune de Fay-aux-Loges.
Le bief ne dispose pas d’aire de retournement permettant d'envisager un retournement aisé pour la plupart des bateaux de plaisance.

#### L'usine électrique de Fay-aux-Loges
Pour pallier les déficits en eau du canal à certaines périodes (dites de chômage), il fut décidé au début du XXe siècle de procéder à la réalimentation artificielle du canal par pompage dans la Loire à Combleux. Une centrale à charbon permettant d'alimenter en courant électrique onze stations de pompage installées au droit des écluses du versant Loire est construite à Fay-aux-Loges de 1908 à 1912. Une douzième station, au pied de la digue de l'étang de la Vallée, permettait de remonter l'eau dans celui-ci quand le Grand-Bief était bien rempli.
L'ensemble avait coûté un million de francs et n'était guère utilisé qu'une centaine de jours par an mais ceci permettait malgré tout d'allonger sensiblement la durée de la navigation. Cependant devant la très forte chute du trafic et au regard des frais de fonctionnement de l’équipement, la centrale fut arrêtée en 1922, après dix années seulement d'exploitation.
Un projet de réhabilitation du bâtiment en musée et centre d'animation du canal existe. 

### Travaux de réhabilitation du canal

#### Curage
Les exigences liées à la remise en navigation du canal imposent le gabarit suivant sur le canal : une hauteur d’eau minimale de 1,40 mètre, correspondant à un tirant d’eau de 1,20 mètre et 0,20 mètre de pied de pilote et une largeur de canal en plafond de 8 mètres à minima. Ceci conduira à réaliser des travaux de curage des fonds des biefs pour libérer le tirant d’eau nécessaire aux bateaux. Sur le bief de Fay, un volume total de l’ordre de 7 091 m3 de vases est à curer, soit, pour une longueur de bief curable de 1 692 m, un volume moyen de l’ordre de 4 m3/ml.
Selon l’étude stratégique de 2004, la réalisation de ces travaux de curage est proposée dans le scénario à moyen terme, à savoir pour une remise en navigation à l’horizon 2020.

#### Protections de berges
1525 mètres de berges naturelles sont à protéger dans le cadre du projet de réhabilitation du canal, pour un coût estimé en 2009 à 15 250 euros HT.

#### Haltes fluviales
L'implantation de haltes fluviales est nécessaire pour subvenir aux besoins essentiels de la navigation: carburant, eau (chargement en eau propre et vidange des eaux grises), électricité. Les plaisanciers doivent bénéficier d'une halte tous les trois à quatre heures de navigation.
L'intérêt de ces haltes est également économique à l'échelle locale. En effet, le développement de commerces et l'élaboration de produits de visite seront justifiés du fait de la fréquentation prévisible du site du canal d'Orléans par les plaisanciers. Quatre haltes sont prévues entre le bief de Buges et Combleux, dont une sur le bief de Fay-aux-Loges, au lieu-dit la Reinerie.

## Écluse de Fay-aux-Loges
Longueur sas : 41.4 m,
Largeur sas : 6.0 m
Cote bief amont : 104.68 
Cote bief aval : 102.63 
Cote bajoyer : 105.78
L’écluse de Fay-aux-Loges présente une longueur de sas de 41,4 mètres, pour une largeur de 6 mètres. Les cotes NGF des différents éléments caractéristiques de l’écluse sont les suivantes : bief amont : 104,68, bief aval : 102,63, niveau supérieur du bajoyer : 105,78. La hauteur de chute est donc de 3 mètres.
L’écluse n’est en 2010 pas fonctionnelle et présente de nombreux désordres. Les bajoyers, qui présentent un faïençage généralisé et des épaufrures doit être réparé, par rejointoiement en particulier. À l’amont, il n’y a pas de porte mais un batardeau en béton. À l’aval les portes sont très corrodées et l’étanchéité n’est plus assurée. Ainsi les portes amont et aval doivent être remplacées par des portes neuves.
La réalisation de ces travaux est proposée dans l’étude stratégique de 2004 dans le scénario à moyen terme, à savoir une remise en navigation à l’horizon 2020.